# Denis Suka
Denis Suka (* 14. Februar 2006 in Feldbach) ist ein österreichischer Fußballspieler.

## Karriere

### Verein
Suka begann seine Karriere beim SV Feldbach. Im Jänner 2014 wechselte er zum SK Sturm Graz. Ab der Saison 2020/21 durchlief er auch sämtliche Altersstufen in der Akademie der Grazer.
Im Dezember 2023 debütierte er für die zweite Mannschaft der Grazer in der 2. Liga, als er am 16. Spieltag der Saison 2023/24 gegen den SKN St. Pölten in der 85. Minute für Tarik Brkic eingewechselt wurde. Dies sollte sein einziger Zweitligaeinsatz für die Grazer bleiben, im Jänner 2024 wechselte er leihweise zum Regionalligisten USV St. Anna. Für St. Anna spielte er 14 Mal in der Regionalliga. Zur Saison 2024/25 kehrte er wieder nach Graz zurück, wo er aber zu keinem Einsatz mehr kam.
Im Februar 2025 wechselte er zurück zum USV St. Anna. In Folge kam er zu weiteren 14 Regionalligaeinsätzen. Zur Saison 2025/26 schloss Suka sich dem Ligakonkurrenten FC Gleisdorf 09 an.

### Nationalmannschaft
Suka spielte im März 2022 erstmals für eine österreichische Jugendnationalauswahl.